# Daniel Bryan

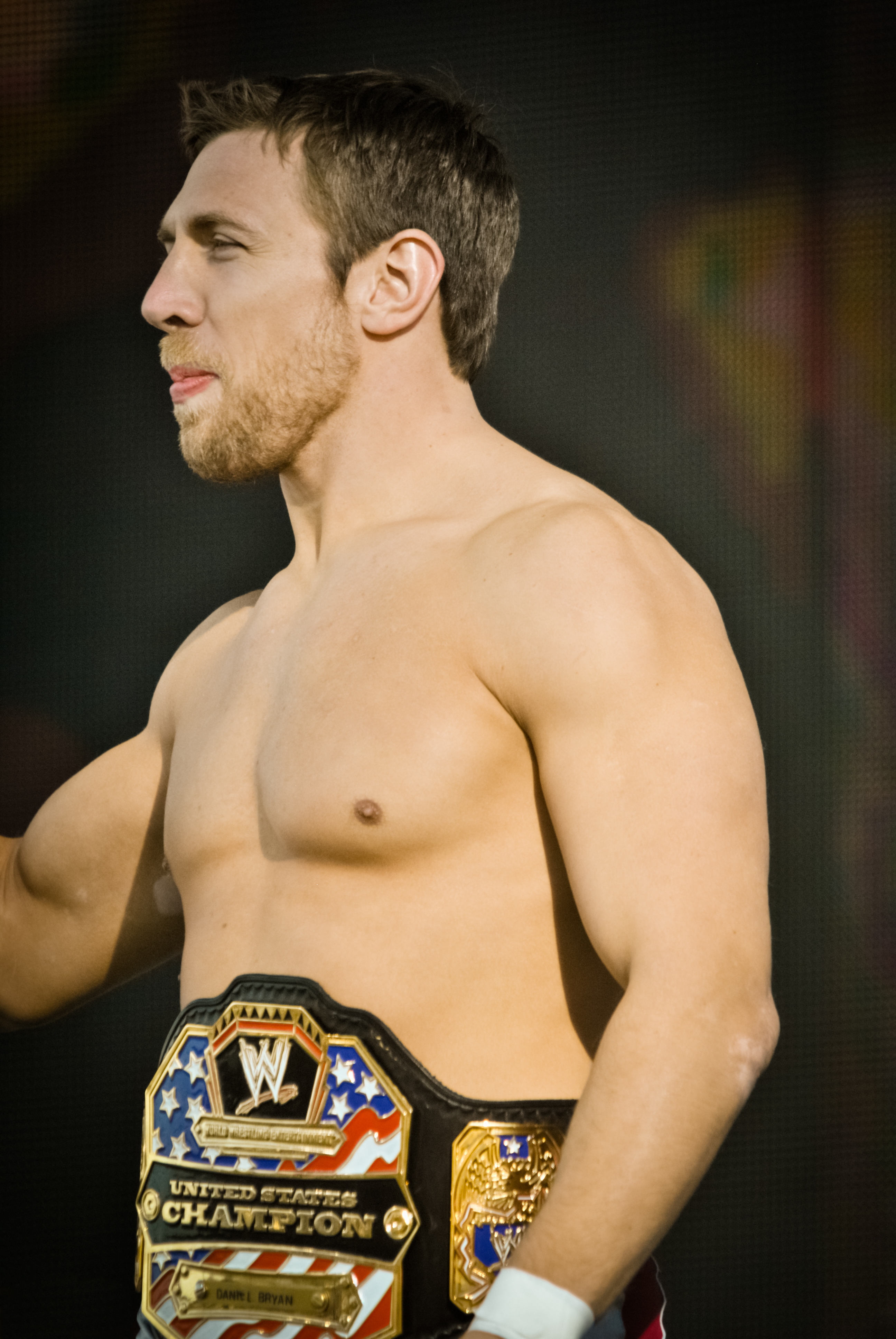
United States Champion, 2010

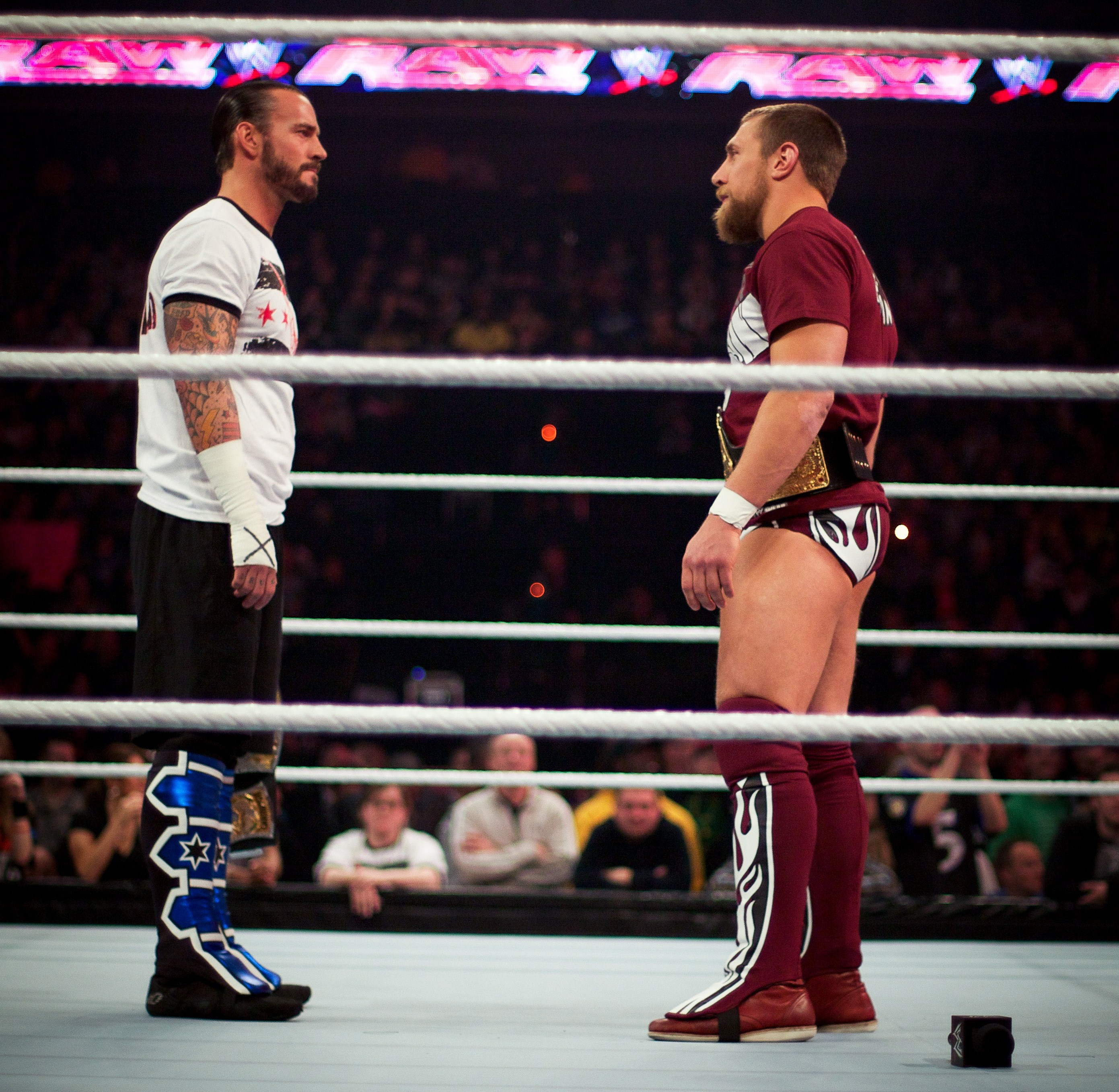
CM Punk és Bryan, 2012

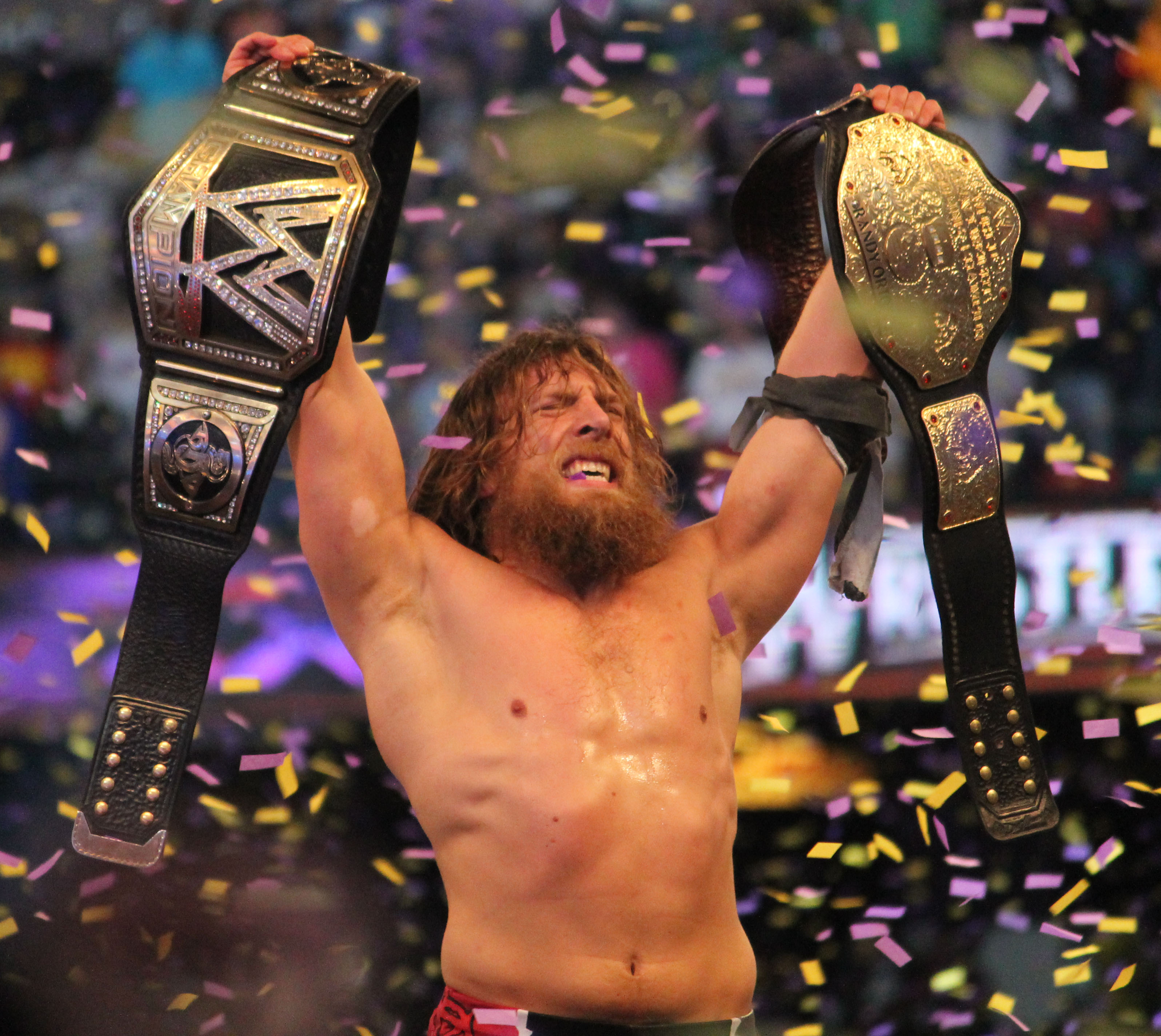
WWE bajnok 2014

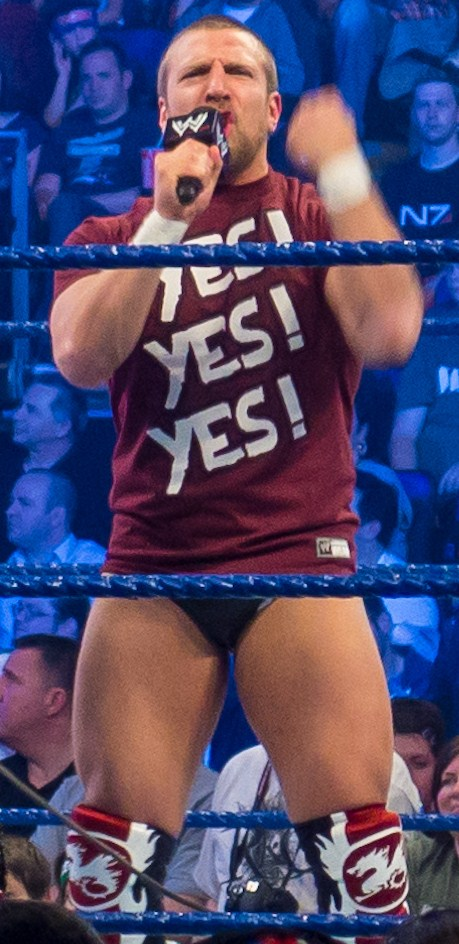
Daniel Bryan 2012-ben

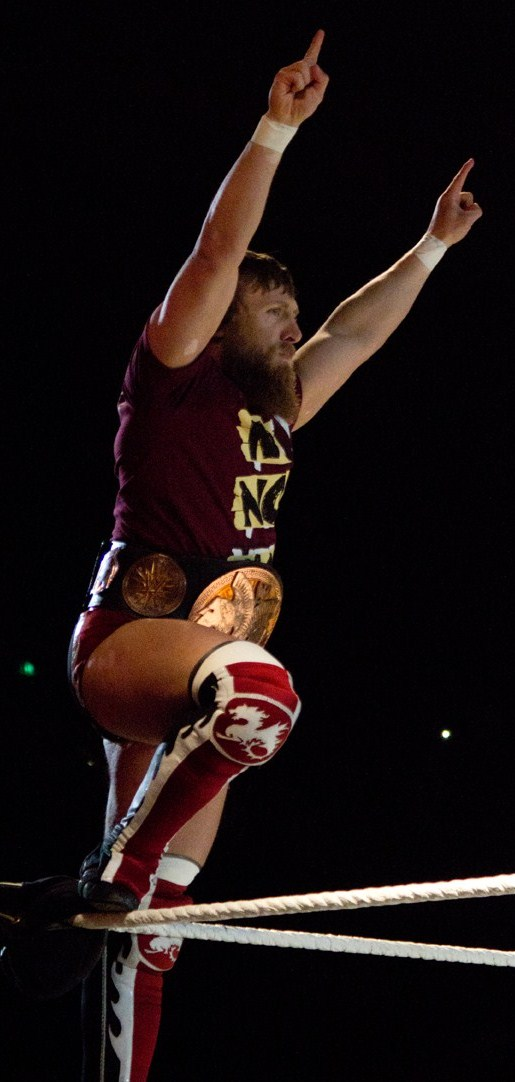
Tag Team bajnok, 2013

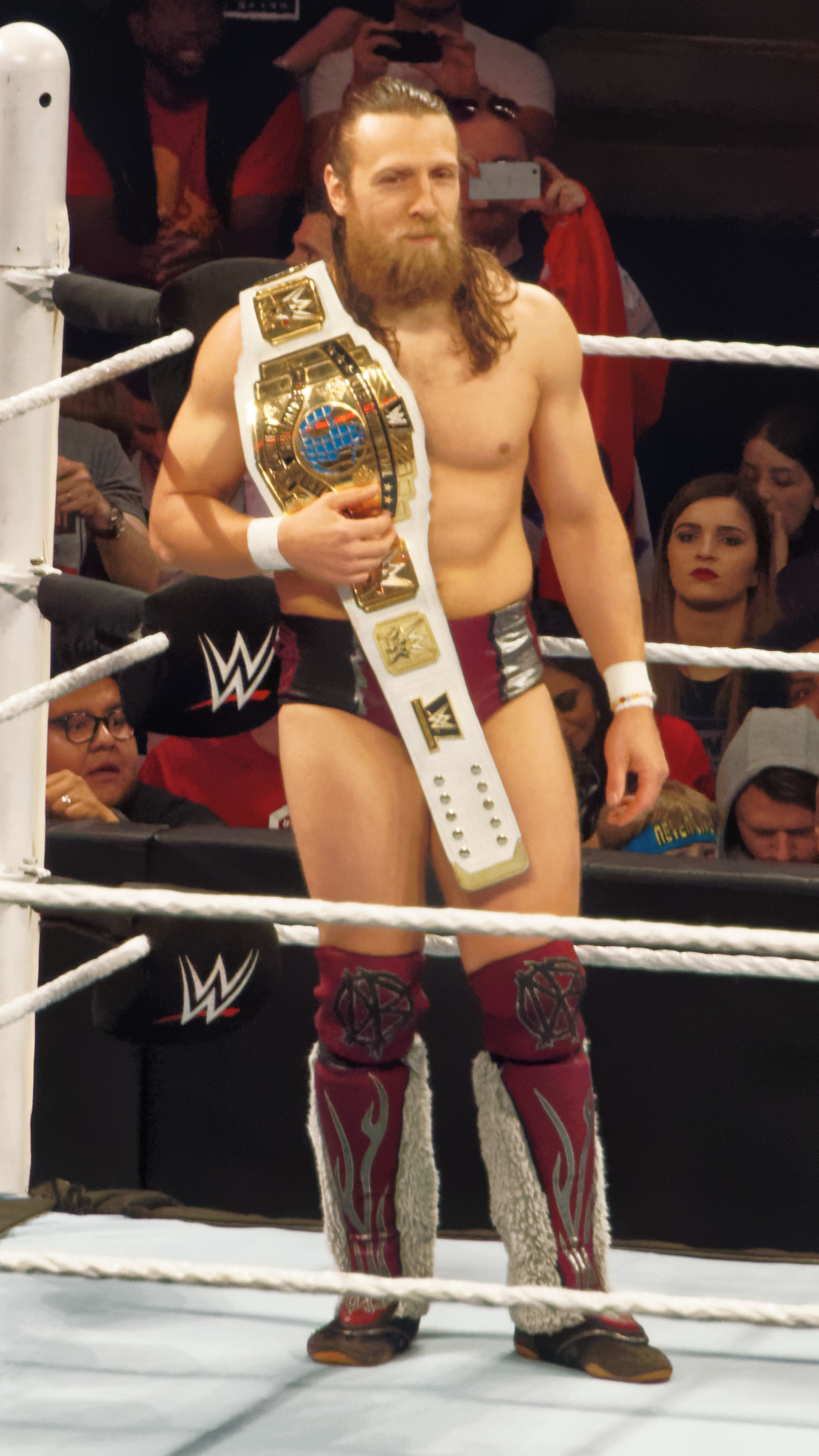
IC bajnok, 2015-ben

Bryan Lloyd Danielson, ismertebb nevén Daniel Bryan (1981. május 22. –) amerikai profi pankrátor. Jelenleg az All Elite Wrestling-el áll szerződésben.
2002 és 2009 között a Ring of Honor (ROH) szervezetnél volt, majd csatlakozott a WWE-hez. Bryan háromszoros WWE bajnok, egyszeres nehézsúlyú világbajnok, egyszeres tag-team bajnok, egyszeres amerikai bajnok és egyszeres interkontinentális bajnok. 2013-ban ő lett az év szupersztárja; ezért egy Slammy díjat is kapott.

## Profi pankrátor karrier

### Korai évek (1999-2004)
Miután leérettségizett, 1999-ben úgy döntött, hogy folytatja a birkózó karrierjét, s ezért beiratkozott Dean Malenko birkózó iskolájába. Miután ezt bezárták, átment Shawn Michaels és Rudy Gonzalez akadémiájára, a Texas Wrestling Academy (TWA)-re. Itt 2000. március 21-én debütált, majd elnyerte első tag team címét, amikor összeállt Spanky-val, s legyőzték Jeromy Sage-t és Ruben Cruz-t. Nem sokkal később ajánlatot kapott a WWF (World Wrestling Federation)-tól, amit el is fogadott. Innen átkerült az MCW-hez (Memphis Championship Wrestling), menedzsere pedig William Regal lett. Spanky-val itt is elnyerték az MCW Tag Team bajnoki címet. 2001-ben a WWF megszakította kapcsolatait az MCW-vel; majd Bryan ezt követően Japánban turnézott. Megfordult a Frontier Martial-Arts Wrestling (FMW)-nél és a New Japan Pro Wrestling (NJPW)-nél is. Ez időben kapta a "American Dragon" becenevet, mivel egy piros-fehér-kék színű maszkban lépett fel.

### Ring of Honor (2002-2009)
2002-ben csatlakozott a Ring of Honor (ROH)-hoz, aminek ő lett az egyik "alapító atyja". Low Ki-vel, Christopher Daniels-el és Austin Aries-el többször megmérkőzött. 2005. szeptember 15-én legyőzte James Gibson-t, így ő lett az új ROH világbajnok. Az év többi részében többször meg kellett védenie a címét. 2006 elején a Combat Zone Wrestling (CZW)-el rivalizáltak; Samoa Joe ellen több meccset is vívott. Ezt követően a ROH Pure bajnok, Nigel McGuinness ellen vívott, amit végül Bryan nyert, így ő lett az új végső bajnok. A 2006-os Final Battle-n azonban kikapott, így a 15 hónapos uralkodása véget ért. 2007. május 11-én tért vissza a ROH-ba, majd legyőzte Shane Hagadorn-t és Adam Pearce-t. A következő hónapokban ismét Austin Aries-el rivalizált (feudolt). A Take No Prisoners rendezvényen is összecsaptak, amit Bryan nyert. 2009-ben lejárt a szerződése, majd egy rövid időre átment a német Westside Xtreme Wrestling (wXw)-hez.

### World Wrestling Entertainment (2009–2010)
2009 augusztusában Danielson aláírta a szerződést a WWE-vel. 2010. január 4-én debütált a RAW-on, ahol egy "sötét mérkőzésen" legyőzte Chavo Guerrero-t. A ringneve hamarosan "Daniel Bryan"-re módosult. Február 23-án az NXT első szériájában indult el, és a The Miz lett a mentora. Nem sokkal később kirúgták a WWE-ből, mert "túl erőszakosnak" bizonyult.
Kilépése után több ajánlatot kapott, végül a International Wrestling Association (IWA)-hoz igazolt, azonban nem sokáig tartózkodott itt. 2010. augusztus 15-én visszatért a WWE-hez a SummerSlam rendezvényen, egy 7-7 fős tag team mérkőzés keretein belül. Ezt követően a The Miz-el keveredett viszályba, melynek eredményeképp 2010. szeptember 19-én, a Night of the Champions rendezvényen össze is csaptak. A mérkőzést Bryan nyerte, így ő lett az új országos bajnok, s ezzel elnyerte élete első WWE-s övét. Két héttel később, a Hell in a Cell rendezvényen megvédte az övet The Miz és John Morrison ellen egy "triple threat" meccsen; majd ezt követően Ted DiBiase ellen is megvédte a Survivor Series-en.

### World Heavyweight Champion (2011–2012)
176 napos uralkodásának végül Sheamus vetett véget, 2011. március 14-én a RAW-on. 
Az öv elvesztése után Cody Rhodes ellen kezdett el egy viszályt. Mikor Cody ismét összeállt Ted DiBiase-val, Bryan a WWE újoncával, Sin Cara-val fogott össze. 2011. július 17-én megrendezett Money in the Bank rendezvényen Bryan megnyerte a létrameccset, aminek résztvevői Kane, Sin Cara, Wade Barrett, Cody Rhodes, Justin Gabriel, Heath Slater és Sheamus voltak. Ezzel a győzelemmel szerzett egy táskát, amit bármikor beválthat egy címmecsre.
Ezt követően Mark Henry ellen kezdett el egy rivalizálást (feudot), aki az aktuális WHC bajnok volt. Bryan többször megpróbálta beváltani a táskát Henry ellen a SmackDown-ban, ám ez nem sikerül neki. Ezzel párhuzamosan, novembertől kezdődött egy "romantikus története" AJ Lee-vel, aki mindig kikísérte őt a ringhez, szurkolt neki és szerelmes volt belé. (A történet szerint.) 2011. december 18-án, a TLC rendezvényen a Big Show legyőzte Mark Henry-t; ám Bryan nem sokkal a meccs után beváltotta a táskáját, s ezzel ő lett az új nehézsúlyú világbajnok (World Heavyweight Champion).
A következő hetekben Bryan és a Big Show között viszály kezdődött. 2012 januárjában többször megvédte a címét Mark Henry ellen, majd a Royal Rumble-n is sikerült győzelmet aratnia egy "triple threat steel cage" meccsen a Big Show és Mark Henry ellen. 
Az Elimination Chamber rendezvényen ismét megvédte a címét Santino Marella, Wade Barrett, Cody Rhodes, Big Show és The Great Khali ellen. Márciustól Bryan-nek kezdett elege lennie AJ-ből, s ezt a tudomására is adta. A WrestleMania XXVIII-n a Royal Rumble meccs győztesével, Sheamus-el csapott össze. Sheamus megint megfosztotta Bryant a nehézsúlyú övétől nem kevesebb, mint 18 másodperc alatt, amivel Sheamus rekordot állított fel, mint a leggyorsabb tus(kifektetés, háromig számolás). (AJ elvonta Bryan figyelmét egy csókkal.) A következő SmackDown-ban Bryan AJ-t hibáztatta a világbajnoki cím elvesztése miatt, s ezzel kapcsolatuk véget is ért. A visszavágó az Extreme Rules rendezvényen volt egy "2 out of 3 falls" (háromból a kettőt) meccs keretein belül. Bryan veszített, mivel 2:1 arányban Sheamus bizonyul jobbnak.

### Team Hell No (2012–2013)
A következő RAW-on Bryan lett az első számú kihívó CM Punk ellen a WWE bajnoki övért, amikor 3 perc alatt megnyerte a "Beat the Clock" meccset Jerry Lawler ellen. Egy "feud" vette kezdetét. Az Over the Limit (Túlpörgetve)-en csaptak össze 2012. május 20-án, azonban Punk lett a győztes. Ebben az időszakban kezdte el alkalmazni a "Yes! Lock"-ot, magyarul az "igen fogást".
Júniusban a No Way Out-on egy "triple threat" (Három az Igazság) meccsen csapott össze Kane és CM Punk ellen, azonban a mérkőzést ismét Punk nyerte. Júliusban a "Money in the Bank" (Fogd a Pénzt) rendezvényen is összecsaptak egy diszkvalifikáció nélküli meccsen, de a mérkőzést megint Punknak sikerült megnyernie. Időközben folytatódott az AJ Lee-vel való szerelmi története. Bryan már nem utasítaná őt vissza, azonban AJ már CM Punkba lett szerelmes. 
A RAW 1000. adásában Bryan össze akart házasodni vele, de AJ ezt visszautasította. Ugyanebben a részben Mr. McMahon kinevezte AJ-t a RAW ideiglenes főirányítójának. Bosszúból megtagadta tőle a bajnoki címmeccset; és inkább Kane ellen írt ki neki egy meccset a SummerSlam-re, amit végül Bryan meg is nyert.
Szeptemberben összeállt Kane-el egy csapatba, mely a "Team Hell No" ("Na-ne" csapat) nevet viselte a WWE Univerzum, azaz a rajongók szavazása nyomán. Legyőzték a "The Prime Time Players"-t (Titus O'Neil-t és Darren Young-ot), majd a Night of Champions-on (Bajnokok éjszakája) is legyőzték az aktuális bajnokot, Kofi Kingston-t és R-Truth-t. Ezzel ők lettek az új Tag team bajnokok. A következő RAW-on a visszavágót is sikeresen megnyerték, majd a "Team Rhodes Scholars" (A Rhodes ösztöndíjasok)-el (Cody Rhodes-al és Damien Sandow-al) kezdődött egy viszályuk.
Október végén összecsaptak velük a Hell in a Cell (A Pokol kapui) eseményen. A meccset diszkvalifikáció miatt elvesztették, de a bajnoki címet megőrizhették. 2012. december 16-án, a TLC rendezvényen a The Shield (Magyarul: A Pajzs) (Dean Ambrose, Seth Rollins és Roman Reigns) legyőzte a Ryback-el kiegészült Team Hell No-t, de a bajnoki címet ismét megőrizték, mivel ez nem címmeccs volt. 
2013 januárjában a Royal Rumble-n megint összecsaptak a Team Rhodes Scholars-al, amit végül sikerült megnyerniük. Ezt követően Bryan részt vett az Elimination Chamber rendezvényen, ahol a WrestleManian való címmeccs joga volt a tét, azonban Mark Henry kiejtette őt.
2013. április 7-én, a WrestleMania 29-en Dolph Ziggler és Big E Langston ellen sikerült megvédeniük a tag team öveket, így még mindig ők maradtak a bajnokok. A következő hetekben a The Shield ellen folytatódott az igencsak brutális viszályuk, melynek egyik csúcspontjaként a 245 napos uralkodásuknak Seth Rollins és Roman Reigns vetett véget 2013. május 19-én az Extreme Rules (Szabályos kivégzés) rendezvényen. A meccset és az öveket elbukták, majd nem sokkal később a Team Hell No feloszlott, mert Bryan szerette volna egyedül megállni a helyét.

### Bryan, a szupersztár (2013-2014)
A tag team övek elvesztése után Bryan szinte megszállottan próbálta bizonyítani azt, hogy nem ő volt a gyenge láncszem a csapatban. Később Randy Orton-al állt össze, majd a Payback-en (Törlesztő) összecsaptak a The Shield-el. A meccset elvesztették, majd Orton ellen kezdődött el egy viszály. 
2013 júliusában a Money in the Bank rendezvényen Bryan részt vett a létrameccsen, de nem sikerült nyernie. 2013. augusztus 18-án a SummerSlam-en összecsapott John Cena-val. Sikerült nyernie, így ő lett az új WWE bajnok. Sokáig azonban nem örülhetett a címének, mivel Triple H (aki vendégbíró volt) megtámadta őt a mérkőzés végén. Bryan tehetetlen volt, Randy Orton pedig ezt kihasználta. Beváltotta a Money in the Bank táskát, és elvette Bryan-től az övet.
Ezzel egy majdnem 1 évig tartó viszály vette kezdetét Triple H, Orton és a Vezetőség (The Authority) ellen. A Vezetőség szerint Bryan nem elég jó, hogy ő legyen a "WWE arca". Szeptemberben a Night of Champions-on összecsapott Orton-al, és sikerül visszanyernie az övet. A következő RAW-on azonban Triple H megfosztotta tőle, mondván Scott Armstrong (a bíró) gyorsan számolt, de persze ez csak egy jól kidolgozott csalás volt a Vezetőség részéről. 
Októberben a Battleground (Csatatér) rendezvényen ismét összecsapott Ortonnal, azonban a Big Show beavatkozott a mérkőzésbe. Kiütötte a bírót, Bryan-t, és Orton-t is, így a meccs döntetlennel zárult. Október végén a Hell in a Cell-en ismét Orton ellen mérkőzött meg. Itt már Shawn Michaels és Triple H avatkoztak be, így Orton lett a győztes. 
Ezt követően CM Punk-al állt össze, és a Survivor Series-en (Túlélő Túra) összecsaptak a The Wyatt Family (Erick Rowan és Luke Harper) ellen. Ezt sikerült megnyerniük, azonban később, a TLC-n megrendezett "3-on-1 handicap" meccset Bryan elbukta ellenük. A sok csalódás miatt úgy döntött, hogy hátat fordít az embereknek és beállt a Wyatt Family-hez, nevét pedig "Daniel Wyatt"-re változtatta. Itt azonban nem töltött sok időt, pár hét múlva kilépett tőlük, amikor is szembe fordult a Wyatt családdal s ezzel egy feud vette kezdetét Bray Wyatt ellen. Összecsaptak a Royal Rumble-n, de Wyatt nyert. Időközben részt vett az Elimination Chamber-en is, azonban Kane beavatkozott, s ezért nem sikerült nyernie. 
Ezt követően Bryan kihívta Triple H-t a WrestleMania XXX-ra, de ezt ő visszautasította. A március 10-i RAW-on Bryan és több rajongója elfoglalták, megszállták a ringet, sztrájkképpen, ezért Triple H kénytelen volt elfogadni a kihívást.
2014. április 6-án a WrestleMania XXX-en végül összecsaptak azzal a kikötéssel, hogy a meccs győztese részt vehet aznap a WWE címmeccsen is. Bryan legyőzte Triple H-t, így egy "triple threat" meccsen még aznap összemérte erejét Orton-al és Batista-val. Meglepetésre Bryan őket is legyőzte, így ő lett az új WWE Nehézsúlyú Világbajnok.
A következő RAW-on Kane, Batista és Randy Orton megtámadta Bryan-t, azonban a The Shield "face turn"-ba kezdett (azaz a jó oldalra álltak), és megvédték őt. Ezt követően Stephanie McMahon rávette Kane-t, hogy térjen vissza "maszkos önmagához", és verje meg Bryan-t. Az öltönytől megszabadult, majd egy feud vette kezdetét Bryan ellen. 2014. május 4-én összecsaptak az Extreme Rules-en. Kane kikapott, így Bryan megvédte a világbajnoki címét.

### Sérülések (2014-)
2014. május 12-én a RAW-on Bryan bejelentette, hogy nyaki sérülés miatt egy időre távol lesz, azonban Kane megtámadta őt. Május 15-én Bryan-en sikeresen elvégezték a műtétet, majd a május 26-i RAW-on tér vissza. Eközben Stephanie McMahon arra kérte, hogy mondjon le a WWE bajnoki címéről, ám erre ő nem volt hajlandó. Stephanie fenyegetőzni kezdett, hogy ha nem mond le, akkor feleségét, Brie Bella-t kirúgja a WWE-ből. Adott neki 1 hét gondolkodási időt, majd 2014. június 1-jén, a Payback-en eljött a bejelentés ideje. Brie nem akarta, hogy férje miatta bukja el az öveket, ezért Stephanie-nak adott egy pofont, majd kilépett önként a WWE-ből. (Nem sokkal később vissza vették.) 
A június 9-i RAW-on azonban kiderült, hogy Bryan nem lenne képes megvédeni címét a Money in the Bank rendezvényen, ezért 64 nap után távollétében megfosztották őt az övtől. Bryan-en időközben elvégeztek egy második műtétet is, majd 2014. november 24-én visszatért a RAW-on. 2015. január 25-én részt vett a Royal Rumble rendezvényen, azonban kiejtették őt.
Január 29-én, a SmackDownban legyőzte Kane-t egy "koporsómeccsen", így viszályuk véget ért. Február 2-án a RAW-on legyőzte Seth Rollins-t, így kiérdemelte a címmeccs jogát a következő rendezvényre. A Fastlane-n (Gyorsítósáv) tehát Roman Reigns-el kellett összecsapnia a bajnoki címért, azonban a mérkőzést elveszítette. Az ezt követő Nyers Erő adásában kifejezte tiszteletét a küzdelemért Reigns-nek és távozott, ezzel jelképesen lemondott az öv megszerzésének bármiféle lehetőségéről 2015. március 29-én, a WrestleMania 31-en létrameccset vívott az Interkontinentális bajnoki címért. A mérkőzésen Bad News Barrett, R-Truth, Dean Ambrose, Luke Harper, Dolph Ziggler és Stardust ellen kellett bizonyítania, és ez sikerült is neki. Megnyerte a meccset, így ő lett az új Interkontinentális bajnok. A következő RAW-on Dolph Ziggler ellen kellett megvédenie a címét, és ez sikerült is neki.
Április 26-án, az Extreme Rules-en Bad News Barrett ellen szállt volna ringbe, azonban a meccset eltörölték, mivel Bryan "orvosilag nem alkalmas". Május 11-én a RAW-on visszatért, majd bejelentette, hogy egy időre megint pihenőre kényszerül.Elmondta, hogy szerinte a rajongóknak egy harcos bajnok kell, olyan, aki meg tudja védeni az övet minden este, de ő az állapota miatt képtelen erre, így önként lemondott a címéről.
2016. február 8-án bejelentette, hogy visszavonul a pankráció világából, mivel a korábbi sérülései (agyrázkódások) olyan súlyosak és veszélyesek, hogy nem kockáztathatja meg a visszatérést. A WWE megerősítette, hogy Bryan továbbra is meg fog jelenni a WWE műsoraiban, a ringen kívül. Bryan társ-házigazdája a WWE Network nyári sorozatának, a WWE Cruiserweight Classic-nak, emellett pedig kommentátor a SmackDown-ban Mauro Ranallo-val.

## Eredményei
MCW Southern Tag Team Championship (1x)
- 2000.12.01.: Csapattársával, Spanky-val nyertek Manila-ban.

ECWA Tag Team Championship (1x)
- 2001.04.07.: Csapattársával, Low Ki-vel nyertek.

PWG World Championship (2x)
- 2007.07.29.: Giant-Size Annual #4-en legyőzte El Generico-t.
- 2009.09.04.: Guerre Sans Frontières-en legyőzte Chris Hero-t.

ROH World Championship (1x)
- 2005.09.17.: Glory by Honor IV-en legyőzte James Gibson-t.

 ROH Pure Championship (1x)
- 2006.08.12.: Nigel McGuinness-t győzte le Liverpool-ban.

FIP Heavyweight Championship (1x)
- 2006.01.24.: Roderick Strong-ot győzte le a ROH Hell Freezes Over-en.

wXw World Heavyweight Championship (1x)
- 2009.07.03.: Oberhausen-ben.

WWE United States Championship (1x)
- 2010.09.19.: A Night of Champions-on legyőzte The Miz-t.

World Heavyweight Championship (1x)
- 2011.12.18.: A TLC-n, a Big Show ellen beváltotta a Money in the Bank táskát.

WWE Tag Team Championship (1x)
- 2012.09.16.: Csapattársával, Kane-el (Team Hell No) legyőzték R-Truth-t és Kofi Kingston-t a Night of Champions-on.

WWE Championship (3x)
- 2013.08.18.: A SummerSlam-en legyőzte John Cena-t.
- 2013.09.15.: A Night of Champions-on legyőzte Randy Orton-t.
- 2014.04.06.: A WrestleMania XXX-en legyőzte Batista-t és Randy Orton-t.

WWE Intercontinental Championship (1x)
- 2015.03.29.: A WrestleMania 31-en legyőzte Bad News Barrett-et, R-Truth-t, Dean Ambrose-t, Luke Harper-t, Dolph Ziggler-t és Stardust-ot egy létrameccsen.

## Bevonuló zenéi
- "Self Esteem" előadó: The Offspring (Independent circuit)
- "Obsession" előadó: Animotion (Independent circuit)
- "The Final Countdown" előadó: Europe (ROH/independent circuit)
- "The Rage (WWE Edit)" előadó: Jim Johnston (WWE; 2010. augusztus 15. – 2010. szeptember 13. között)
- "Ride of the Valkyries" előadó: Richard Wagner (WWE; 2010. szeptember 20. – 2011. július 29. között)
- "Big Epic Thing" előadó: Jim Johnston (WWE; 2011. augusztus 5. – 2011. november 4. között)
- "Flight of the Valkyries" előadó: Jim Johnston (WWE; 2011. november 11. – 2021. Április 30.)
- "Born for Greatness"

előadó: Elliot Taylor (AEW; 2021. Szeptember 5. – napjainkig)

## Magánélete
Daniel lelkes rajongója a Seattle Seahawks-nak, a San Francisco Giants-nak és az Everton FC-nek. Három év együttlét után 2014. április 11-én házasságot kötött Brie Bella-val. Phoenix-ben lakik, Arizona államban.

## Fordítás
Ez a szócikk részben vagy egészben  a   Daniel_Bryan című angol Wikipédia-szócikk fordításán alapul.  Az eredeti cikk szerkesztőit annak laptörténete sorolja fel. Ez a jelzés csupán a megfogalmazás eredetét és a szerzői jogokat jelzi, nem szolgál a cikkben szereplő információk forrásmegjelöléseként.